# Mytilus edulis
Mytilus edulis é uma espécie de molusco bivalve marinho filtrador pertencente à família Mytilidae com distribuição natural nas costas das regiões temperadas e frias do Oceano Atlântico, ocorrendo na zona entremarés até aos 60 m de profundidade. Conhecido pelo nome comum de mexilhão (ou mexilhão-azul), é uma espécie comestível (daí o epíteto específico edulis = "comestível") comercializada em larga escala e objecto de importante maricultura (no caso miticultura) intensiva em várias regiões costeiras da Europa e América. A espécie integra um complexo específico que inclui taxa presentes no Atlântico (incluindo o Mediterrâneo) e Pacífico.

## Descrição
M. edulis apresenta a forma da concha típica dos mexilhões, triangular e alongada, com bordos arredondadas. A concha é lisa com uma escultura de finas linhas concêntricas de crescimento, mas sem costelas radiantes.
As conchas desta espécie são roxas, azuladas ou às vezes acastanhadas, ocasionalmente com listras radiais. A superfície externa da concha é coberta pelo perióstraco que, quando corroído, expõe uma camada calcítica prismática colorida.
Estes mexilhões são semi-sésseis, tendo a capacidade de se soltar e de se religar à superfície do substrato, permitindo que o molusco se reposicione em relação à superfície da água e em função da disponibilidade de alimento.
Os mexilhões da espécie M. edulis apresentam sexos separados. Uma vez que o esperma e os óvulos estejam completamente desenvolvidos, são libertados na coluna de água para fertilização extra-corporal. Embora sejam em geral libertos cerca de 10 000 espermatozoides por cada óvulo, grande parte dos óvulos depositados nunca chegam a ser fertilizados. Apenas 1% das larvas que eclodem atingem a idade adulta, sendo a maioria comida por predadores antes de completar a metamorfose.
A estratégia reprodutiva observada nestes mexilhões corresponde à tipologia característica dos organismos planctonófagos (i. e. que se alimentam de plâncton), reduzindo o consumo de nutrientes na produção dos ovos até o mínimo que sejam capazes por forma a maximizar o número de gâmetas produzidos. Caso os mexilhões adultos estejam sob pressão ambiental durante o início da gametogénese, o processo é abandonado sem que haja produção de ovos. Quando colocados sob condições negativas enquanto existam gâmetas frescos, os mexilhões adultos tendem a reabsorver os gâmetas. A viabilidade das larvas é também afectada pela condição dos pais: altas temperaturas da água, poluentes e escassez de alimentos, durante a produção de gâmetas leva a uma redução da sua viabilidade, a qual é provavelmente devida à falta de reservas de lípidos nos ovos.
O desenvolvimento larvar pode durar de 15 a 35 dias, dependendo das condições ambientais, incluindo salinidade e temperatura da água, bem como da localização geográfica. Larvas originárias da costa do Connecticut amadurecem normalmente em águas com temperatura entre 15 e 20 ºC, embora a 15 °C o desenvolvimento normal ocorra em salinidades entre 15 e 35 ppt (10−12) e em águas a 20 °C em áreas com salinidade de 20 a 35 ppt.
O primeiro estágio de desenvolvimento é a formação do embrião ciliado, que em 24 horas após a fertilização forma o trocóforo. Nesta fase, embora móvel, ainda é dependente dos nutrientes da gema. Caracterizado por uma boca funcional e um canal alimentar, o estágio véliger possui cílios que são usados para filtrar alimentos, bem como para propulsão. Uma minúscula concha fina e translúcida é secretada pela glândula de concha, formando a característica dobradiça recta da prodissoconcha do tipo I. O véliger continua no seu processo de amadurecimento formando o prodissoconcha do tipo II. No estágio final do desenvolvimento da fase véliger, formam-se manchas oculares fotossensíveis e um pé alongado dotado de uma glândula produtora de bisso.
Uma vez que o pedivéliger esteja completamente desenvolvido, o seu pé estende-se e estabelece contacto com o substrato. O contacto inicial com o substrato é solto, não correspondendo a uma fixação. Se o substrato for adequado, a larva sofre metamorfose para a forma juvenil plantígrada e liga-se então ao substrato por feixes de bisso. O mexilhão permanece nesse estado até atingir 1,0 a 1,5 mm de comprimento. Esta fixação ao substrato é um dos pré-requisitos para a formação de uma população de mexilhões. Em ambientes abrigados, por vezes formam-se grandes massas de indivíduos neste estágio, formando camadas que que oferecem abrigo e alimento para outros invertebrados.
A fibra bissal é secretada pelas glândulas bissais, localizadas no pé do mexilhão, e é constituída por proteínas polifenólicas com características bioadesivas.
Os mexilhões da espécie M. edulis ocasionalmente formam agregados, verdadeiras aglomerações de indivíduos, especialmente quando a densidade populacional é baixa. Os indivíduos ligam-se uns aos outros através de cadeias de filamentos de proteínas do tipo colagénio, designadas por «filamentos bissais». Os agregados assim formados ocorrem principalmente nos bancos de mexilhões em que existam populações de vida curta, geralmente exibindo um padrão de distribuição do tipo aglomerado. Acredita-se que os mexilhões formem estes agregados para aumentar o sucesso reprodutivo em populações de baixa densidade.
A hipótese atrás apontada, no entanto, ainda precisa ser conclusivamente provada. As possíveis razões alternativas para o comportamento de agregação incluem aumentar a resistência à acção das ondas e melhorar o fluxo de água através do sifão do animal. A maior significância deste comportamento resulta da sua relação com a formação de bancos de mexilhão a partir de campos de mexilhão. Os bancos de mexilhões são populações de mexilhões densos e persistentes que geralmente se formam a partir de campos que persistem o tempo suficiente para estabelecer uma população densa. Assim, em áreas onde estes mexilhões estão ameaçados, como é o caso do Mar de Wadden (ou Mar Frísio), é de grande importância aumentar a sobrevivência de campos de mexilhão, dos quais os agregados de mexilhões são o componente primário.

## Sistemática
A espécie Mytilus edulis integra um complexo específico, com pelo menos três agrupamentos taxonómicos estreitamente aparentados, conhecido como o «complexo Mytilus edulis». Em conjunto, este grupo de espécies filogeneticamente muito próximas tem uma distribuição natural que se estende a ambas as costas do Atlântico Norte (incluindo o Mediterrâneo), ao Pacífico Norte (onde ocorre em águas temperadas e polares) bem como às costas com condições climáticas similares no Hemisfério Sul.
A distribuição dos taxa que integram o complexo tem vindo a ser modificada devido à acção humana já que os membros do grupo se podem comportar como espécie invasora quando libertados em ambiente com as condições ecológicas adequadas. Os membros do grupo podem hibridizar entre si quando presentes no mesmo biótopo.
O complexo específico M. edulis integra os seguintes taxa:
- Mytilus edulis sensu stricto — nativo do Atlântico Norte;
- Mytilus galloprovincialis — nativo do Mediterrâneo, incluindo o Mar Negro, e algumas regiões da costa ocidental europeia, mas introduzido em algumas regiões das costas temperadas do Pacífico Norte, na África do Sul e em algumas outras costas temperadas do Hemisfério Sul;
- Mytilus planulatus — uma linhagem distinta, nativa do Hemisfério Sul, onde ocorre na costa sul da Austrália e nas costas da Tasmânia e Nova Zelândia;
- Mytilus platensis (sinónimo júnior: Mytilus chilensis) — espécie que ocorre nas águas costeiras temperadas e sub-antárticas da América do Sul e das ilhas Kerguelen;[10]
- Mytilus trossulus — espécie nativa do Pacífico Norte, mas com ocorrência em algumas regiões costeiras do extremo norte do Oceano Atlântico e no Mar Báltico.

Mytilus edulis sensu stricto, o mexilhão-comum do Atlântico ocorre na costa ocidental da Europa e na costa leste da América do Norte, embora a norte das costas do Maine e no Mar Báltico ocorra em conjunto com Mytilus trossulus, espécie da qual em alguns casos apenas pode ser distinguida com recurso às técnicas da biologia molecular. Nas costas atlânticas do Canadá comprovou-se que M. trossulus apresenta menor crescimento da concha e menos conteúdo em carne que M. edulis. Keeping this in mind, M. edulis, under raft culture conditions, is estimated to have an economic value of 1.7 times M. trossulus.
Nas costas europeias Mytilus edulis sensu stricto ocorre desde a costa atlântica da França para norte até às costas de Novaya Zemlya e da Islândia, mas está quase ausente do Mar Báltico. Nas costas da França e das Ilhas Britânicas, forma zonas híbridas com M. galloprovincialis e ocorre por vezes em conjunto com M. trossulus.
Uma linhagem geneticamente distinta de M. edulis está presente no Hemisfério Sul, tendo incialmente sido atribuída à subespécie Mytilus edulis platensis, entretanto autonomizada como Mytilus platensis. A nova espécie inclui Mytilus chilensis, o mexilhão-do-chile, binome considerado como sinónimo taxonómico júnior.
O habitat de M. edulis é o típico dos invertebrados da região boreo-temperada que vivem na zona intertidal de substrato rochoso, ocorrendo ligados às rochas e outras superfícies duras do substrato por fortes feixes de filamentos, ligeiramente elásticos, designados por bisso, secretados por glândulas localizadas no pé do animal.

## Predação
A predação sobre espécimes de M. edulis é maior durante as cerca de três semanas durante as quais permanece como larva planctónica. Durante esta fase, é susceptível de ser predada por medusas e por larvas de peixes e peixes adultos. Após a metamorfose, os mexilhões juvenis continuam a ser fortemente afectados pela predação, sendo os espécimes menores, com cascas mais finas e mais fracas, os mais afectadas. Quando as conchas se tornam mais fortes, os mexilhões ficam menos susceptíveis ao ataque, mas ainda assim são predados por estrelas do mar, nomeadamente do géneros Asterias (especialmente por Asterias vulgaris) e por diversas espécies aves marinhas, com destaque para as gaivotas. Exemplares pequenos são também consumidos por búzios da espécie Nucella lapillus.
A capacidade de espessamento da casca dos mexilhões é um mecanismo de defesa muito eficaz. Na presença de predadores, um mexilhão é capaz de aumentar a espessura da casca em 5% a 10%, o que, por sua vez, faz com que a abertura da concha por um predador demore 50% mais do que o tempo requerido para forçar uma concha não espessada. Os mexilhões da espécie M. edulis abrigam uma grande variedade de parasitas, os quais geralmente não causam muito dano.

## Usos e serviços de ecossistema
Mexilhões da espécie M. edulis são filtradores que desempenham um papel importante em estuários e em outras massas de água relativamente confinadas ou de baixa profundidade, removendo bactérias e toxinas da coluna de água.
Mytilus edulis é recolhido e comercializado para alimentação em todo o mundo, tanto a partir de populações selvagens como de maricultura. Os mexilhões são parte importante de muitos pratos de frutos do mar em várias tradições culinárias, especialmente nas ibéricas (portuguesa, espanhola, galega e catalã) e ainda na francesa, holandesa, belga e italiana. Os povos indígenas das regiões costeiras da América do Norte usam os mexilhões como alimento desde há alguns milhares de anos.
Os mexilhões são também usados como animais de laboratório.

## Galeria

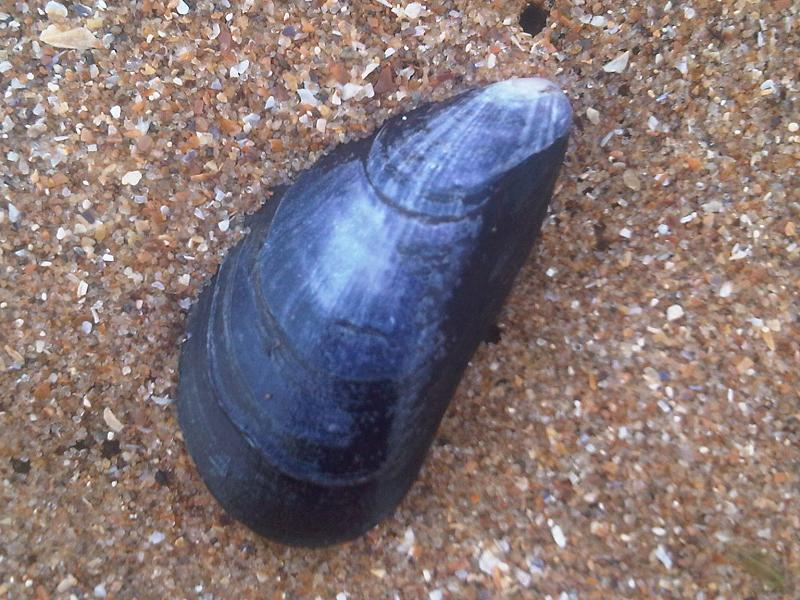
Aspecto geral.
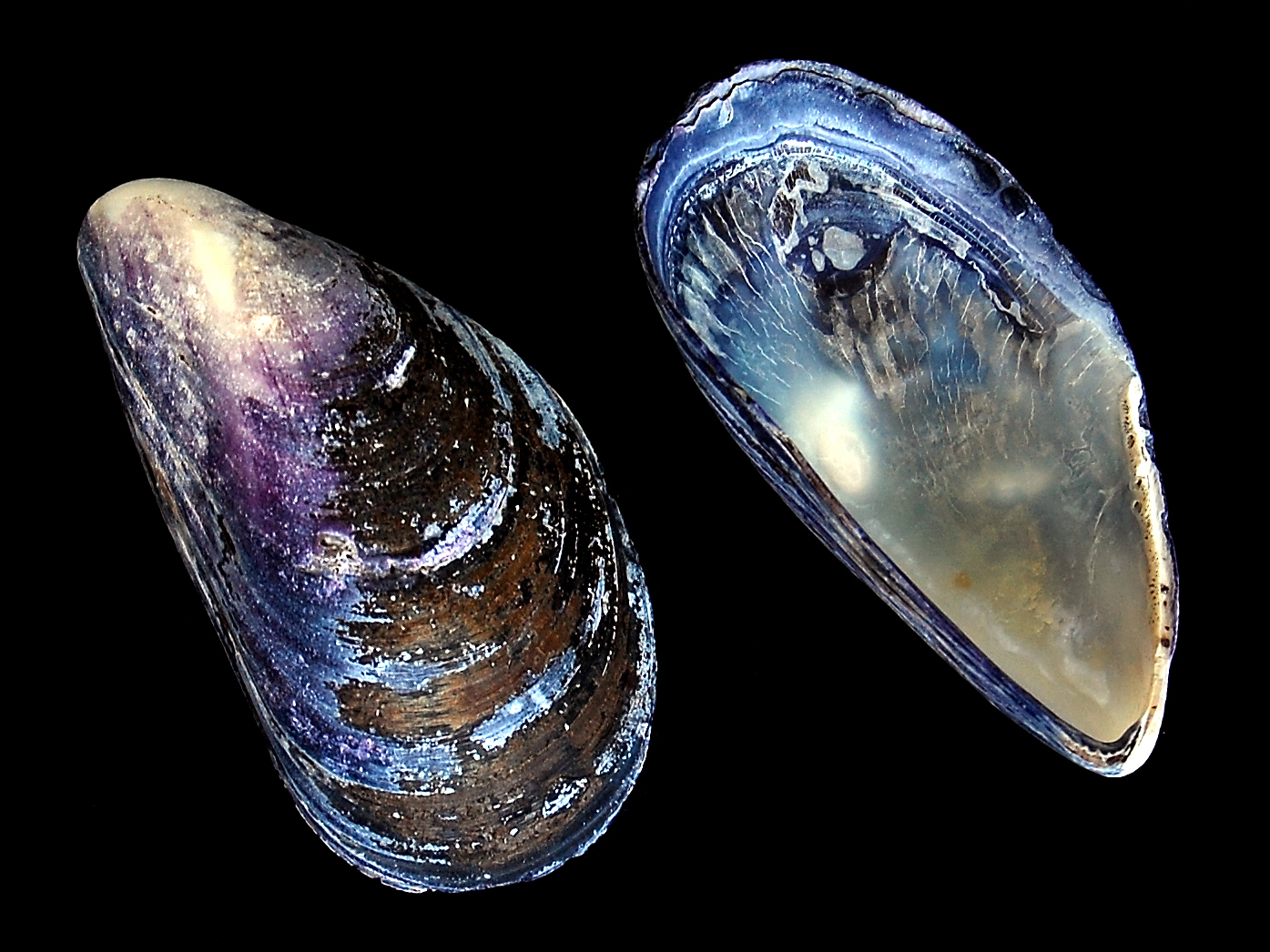
As duas valvas da concha.
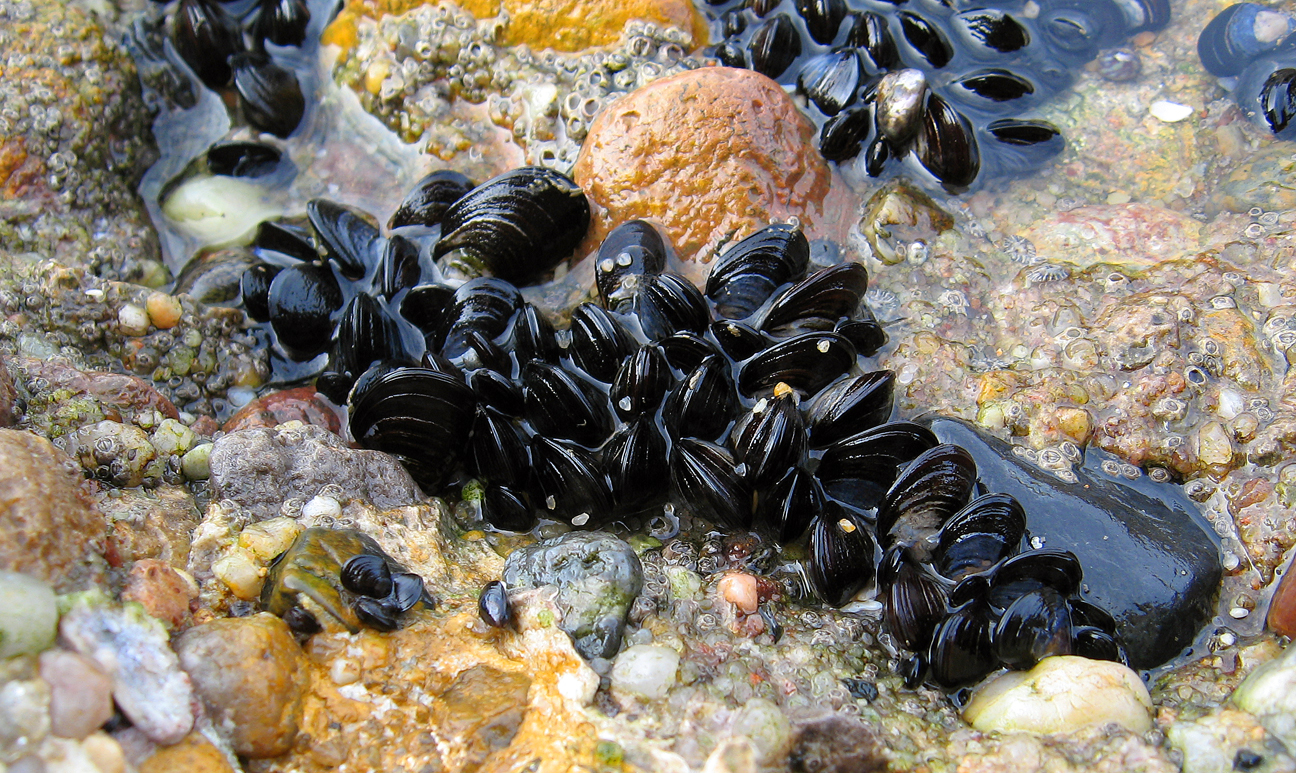
Colónia em meio natural.
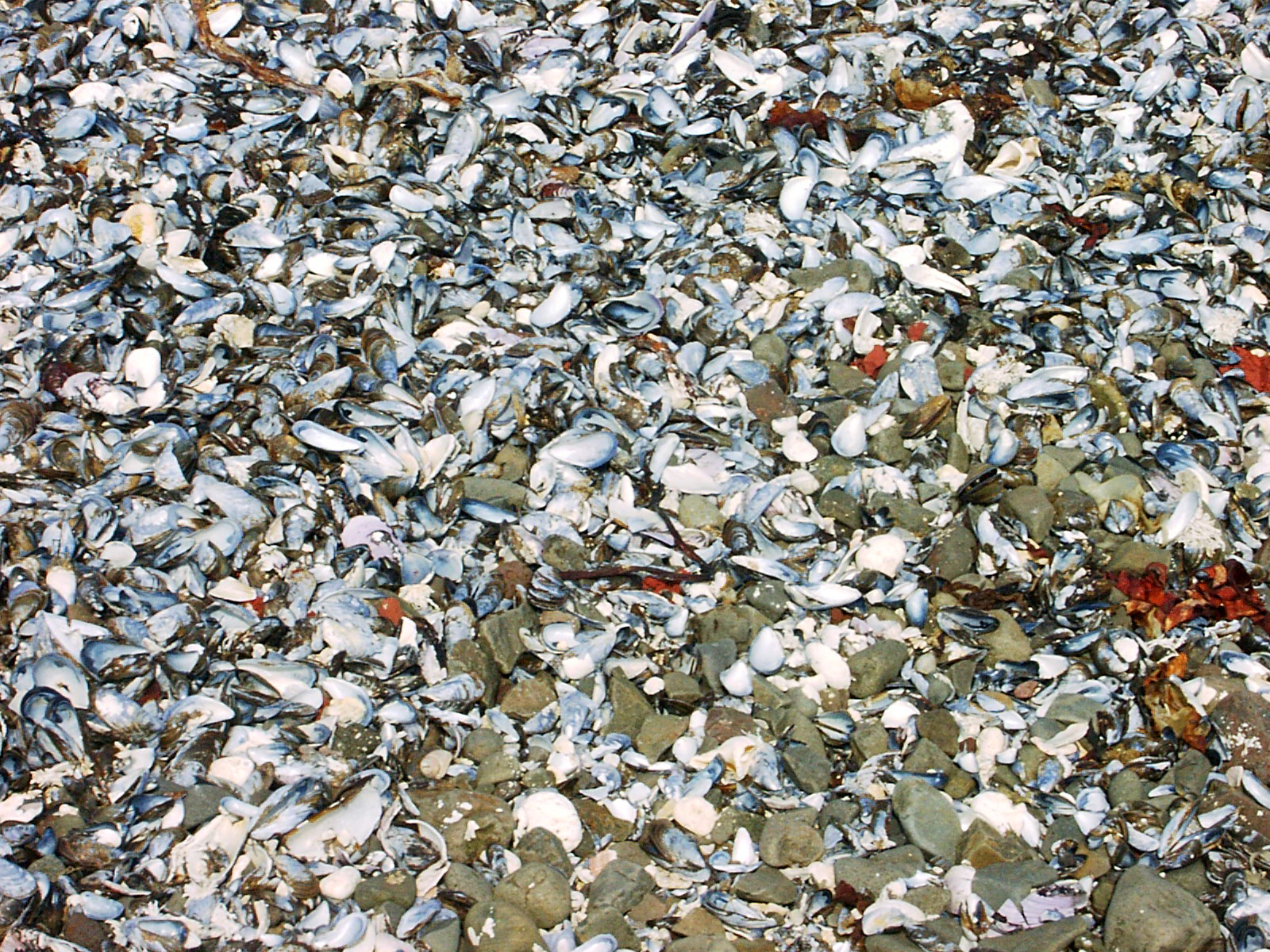
Conchas numa praia (Islândia).
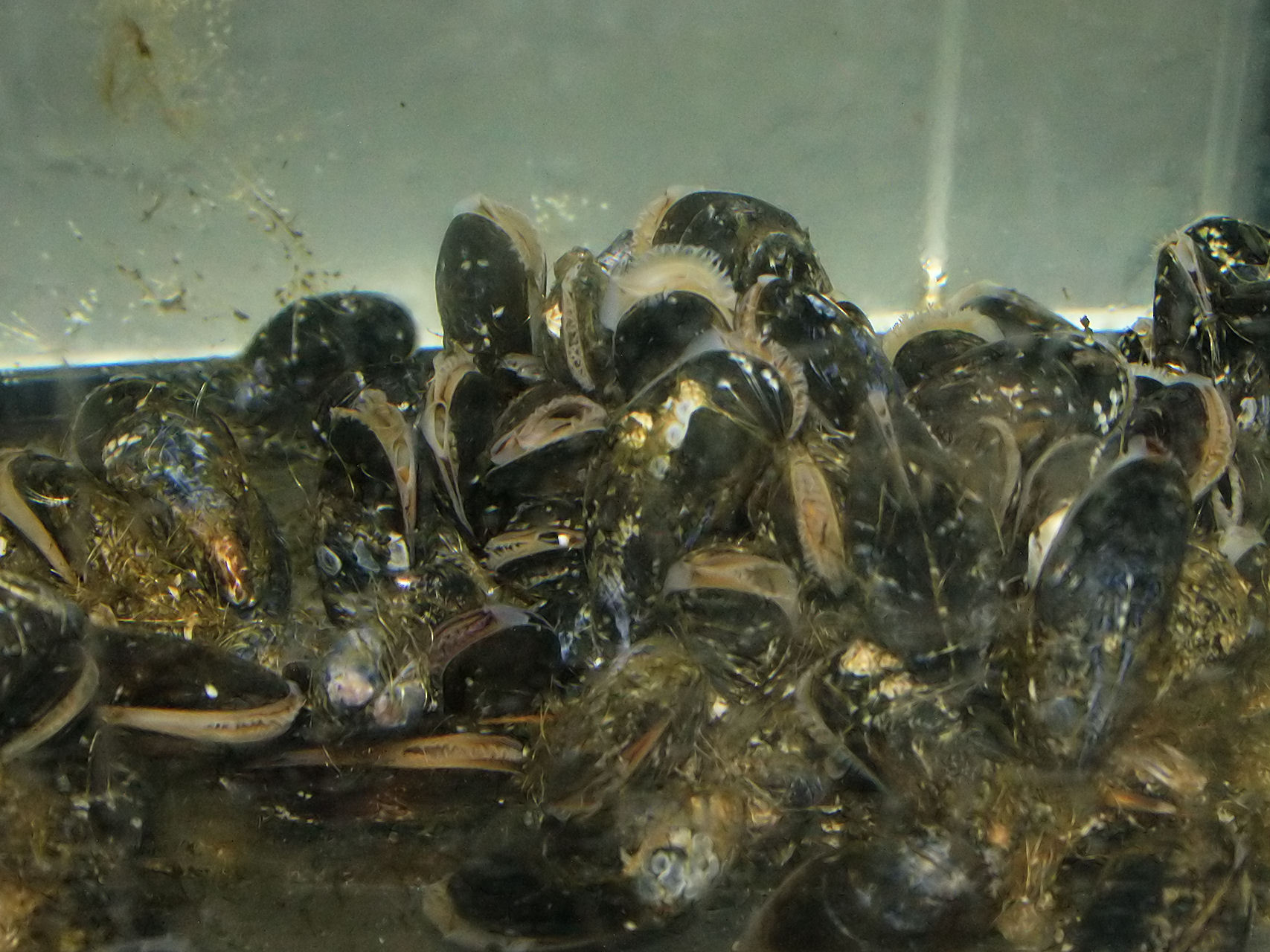
Exemplares vivos de M. edulis.
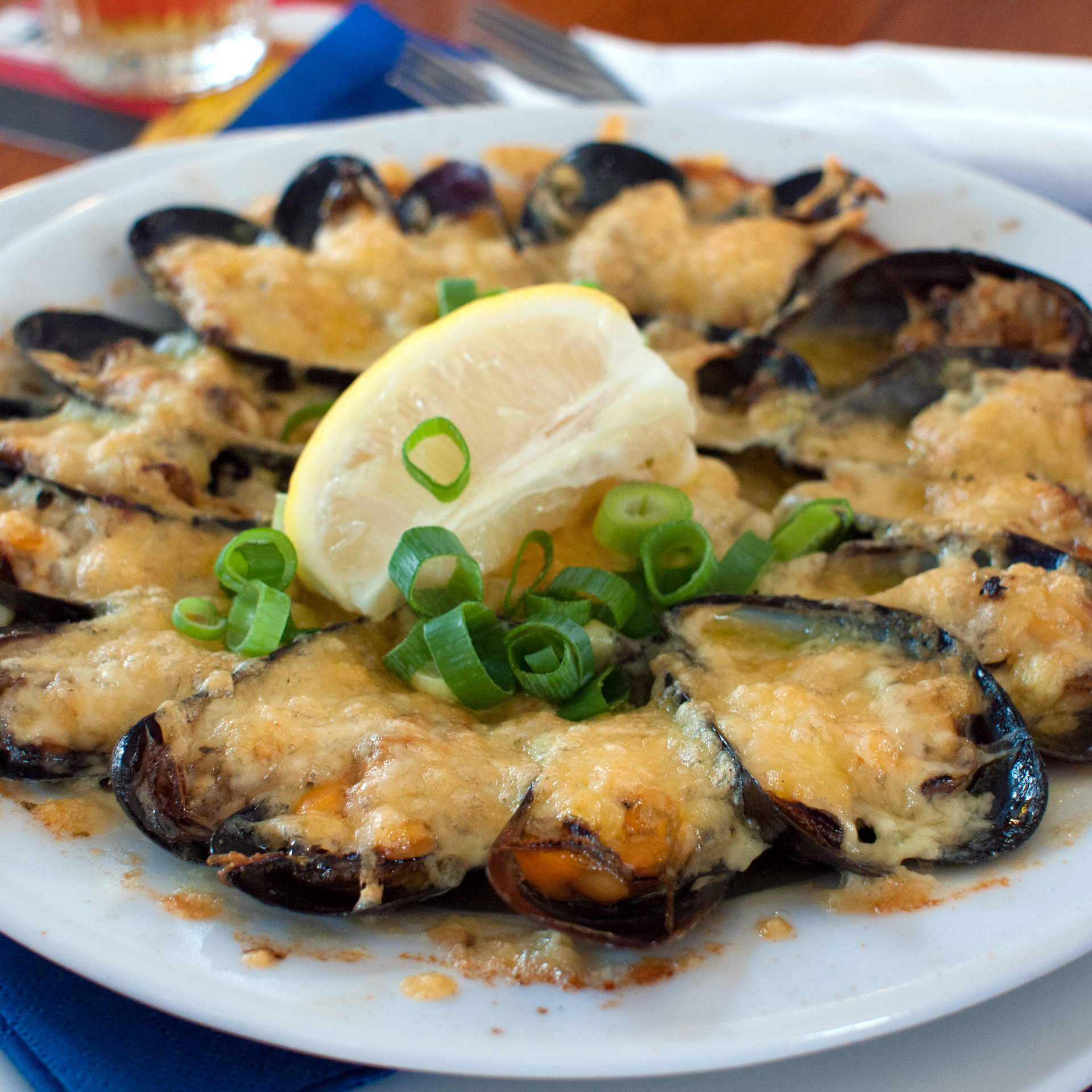
Prato de mexilhões com queijo gratinado.
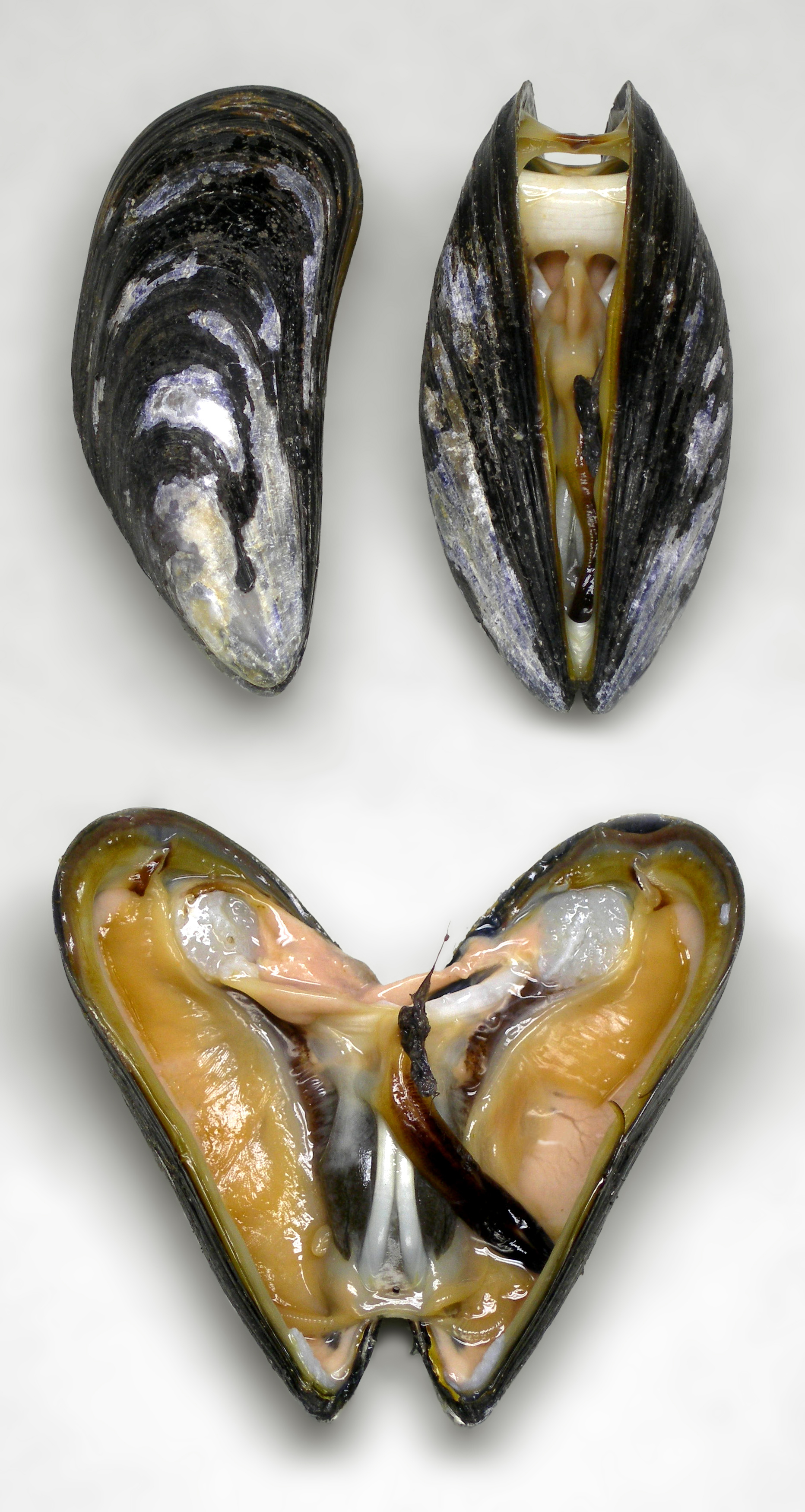
M. edulis.
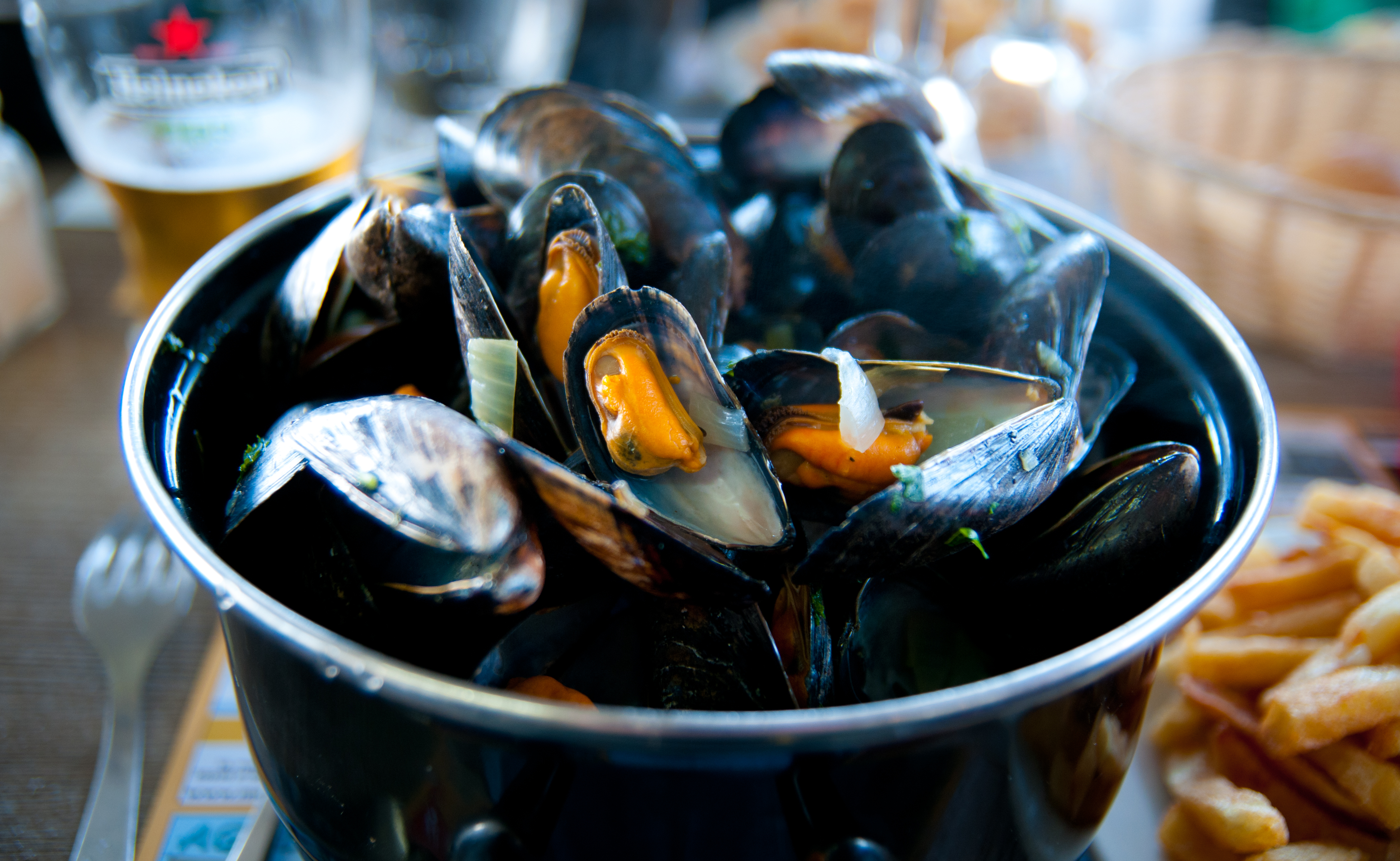
Mexilhões cozidos (Normandia).